# 戸川達本
戸川 達本（とがわ みちもと、文化6年（1809年）10月 - 明治16年（1883年）3月11日）は、江戸時代末期（幕末）の幕臣（旗本）・知行1500石。官位は近江守。雅号は貫好。

## 経歴
先代・達証の長男として生まれる。
天保2年（1831年）11月、書院番。
天保7年（1836年）7月、父の隠居により家督相続。
天保14年（1843年）4月、日光社参で徳川家慶の供回りをする。
弘化2年（1845年）1月、御使番。同年12月、布衣（従六位の武家）を許される。
嘉永2年（1849年）3月、小金原御鹿狩で徳川家慶の警護と徳川家定の継室（寿明姫）を迎えに京都へ上洛。
嘉永5年（1852年）12月、新番頭。
安政2年（1855年）5月、現在の江戸城乾門の場所にあった吹上の上覧所で馬揃えと馬術を披露し、徳川家定より酒・赤飯を賜る。同年12月、小普請組支配。
安政6年（1859年）12月、小姓組番頭と諸大夫（従五位の武家）となる。
文久2年（1862年）10月、家督を達穀に譲り寄合となる。
慶應4年（1868年）、新政府に帰順すべく、歩兵指南役と将軍警護役を務め幕府に近い立場にあった長男・達穀を隠居にして次男・達利に家督相続させたい旨の嘆願書を、新政府大総督府参謀だった西郷隆盛へ提出している。また同じ旨を宗家の戸川達敏に伝え、達利を連れて江戸に下向して新政府の弁事（総裁局の庶務官）に嘆願書を提出するよう依頼した。
明治16年（1883年）3月11日、妹尾にて病没した。